# 臺中市大里區大里國民小學
臺中市大里區大里國民小學，簡稱大里國小，是一所位於臺灣臺中市大里區的國民小學。

## 簡介
大里國小最早前身為大正3年（1914年）設置的大里分教場，大正7年（1918年）獨立為大里公學校，為大里境內第一所公學校。二次大戰結束後，國民政府接收臺灣，更名為大里國民學校。民國57年（1968年）實施九年國民義務教育後，改稱為臺中縣大里鄉大里國民小學。民國82年（1993年）11月1日，大里鄉升格為縣轄市後，改稱臺中縣大里市大里國民小學。民國99年（2010年）12月25日，臺中市及臺中縣合併升格為直轄市後，改稱臺中市大里區大里國民小學。

## 理念
現任校長蔡添元先生（第十四任），國立嘉義大學家庭教育研究所碩士，曾任臺中市政府教育局課程督學，於104年8月1日到任，學校願景在培育『有夢想Dream、能專注 Attention、愛學習 Learning、會創新innovation』的大里好兒童，希望教學團隊在108新課綱『自發、互動、共好』的理念引導下，教育每個孩子擁有『健康好品德』、常保『快樂好心情』、成爲『世界好公民』。

## 榮譽
- 民國103、105、107、108年，大里國小口琴隊榮獲全國音樂比賽優等
- 民國105年（2016年):大里國小手球隊代表國家參加丹麥-維堡國際手球錦標賽 (U12男子組冠軍)
- 民國106年（2017年):體育社群『救是要你快樂游』自編課程 獲教育部體育署-全國體育本位課程標竿學校
- 民國108年（2019年):榮獲教育部體育署-全國體育發展績優學校
- 連續五年榮獲臺中市大墩杯書法比賽最佳成效獎
- 大里國小舞獅團每年參加大里七將軍廟民俗祭典演出，大甲鎮瀾宮媽祖文化節百獅獻瑞回鑾獻技等活動
- 大里國小口琴隊參加台中市逍遙音樂町、台中市客家音樂季 、921紀念音樂會

## 外部連結
- 大里國小（页面存档备份，存于）